# Aparições de Pontevedra

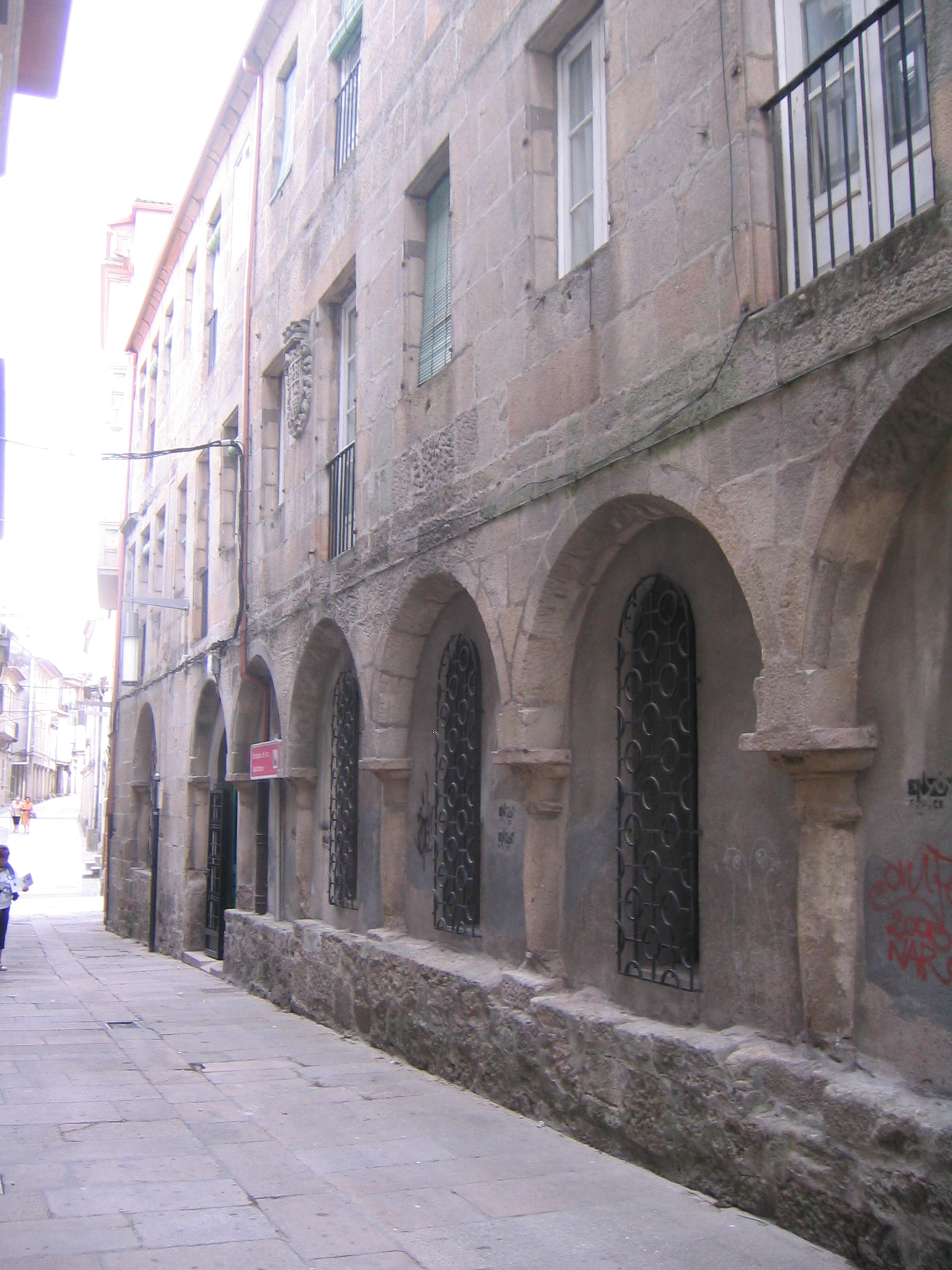
O Santuário das Aparições na Rua Sor Lucía em Pontevedra, Espanha.

As aparições de Pontevedra são as aparições marianas que a Irmã Lúcia, vidente de Fátima, disse ter recebido enquanto vivia num convento de Irmãs Doroteias em Pontevedra, Espanha. Estas aparições, cujo relato só nos é conhecido através do testemunho da vidente, tiveram lugar a 10 de dezembro de 1925 e 15 de fevereiro de 1926, e houve duas delas. A aprovação oficial desta devoção foi concedida pelo bispo de Leiria a 13 de setembro de 1939,. Nenhuma investigação canónica foi aberta para estudar a sua autenticidade, embora sejam aceites e promovidas pela Igreja Católica.

## As aparições

### Primeira aparição

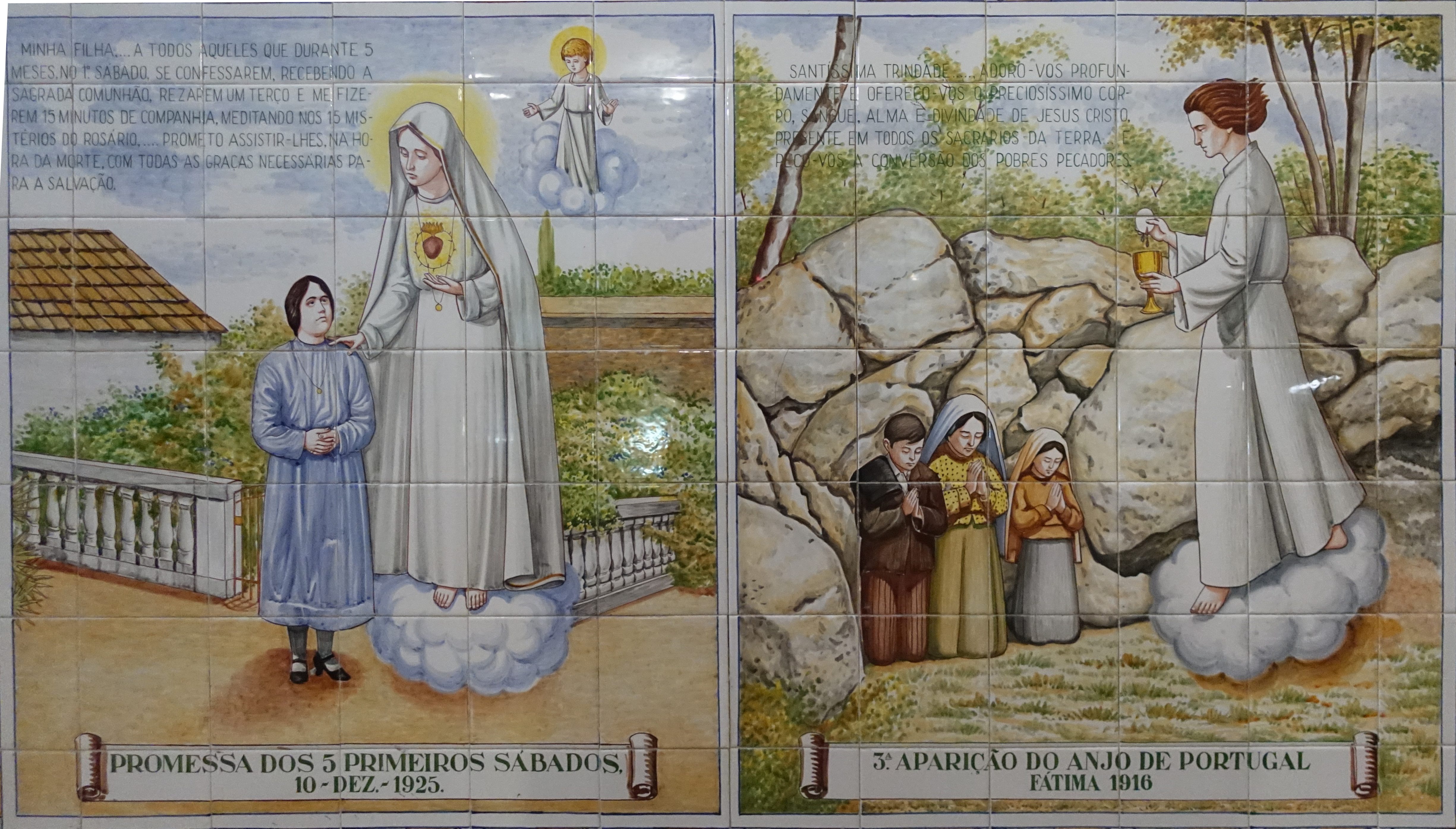
Azulejos representando a aparição da Virgem à Irmã Lúcia em Pontevedra.

Oito anos após os acontecimentos de Fátima, a última vidente sobrevivente, a Irmã Lúcia de Fátima, vivia num convento das irmãs Dorotéias em Pontevedra, Espanha.
Segundo a Irmã Lúcia, no dia 10 de dezembro de 1925, ela teve uma visão de Nossa Senhora e do Menino Jesus. A Virgem mostrou-lhe um coração rodeado de espinhos que ela segurava na mão. Durante esta alegada aparição, o Menino Jesus pediu à Irmã Lúcia ... tende piedade do coração da vossa Mãe Santíssima, coberto de espinhos, que os homens ingratos sempre trespassam, e não há ninguém que faça um acto de reparação para os remover.
Nesta altura, a Virgem Maria teria definido os parâmetros da devoção dos primeiros cinco sábados. Se estas condições fossem satisfeitas no primeiro sábado de cinco meses consecutivos, a Virgem Maria prometeu graças especiais na hora da morte.
A devoção dos primeiros sábados já era um costume estabelecido na Igreja Católica. A 1 de julho de 1905, o Papa Pio X aprovou e concedeu indulgências pela prática dos primeiros sábados de doze meses consecutivos em honra da Imaculada Conceição. Esta aparição em Pontevedra que apela ao estabelecimento da devoção dos primeiros cinco sábados recorda as aparições do Sagrado Coração de Jesus relatadas por Santa Margarida Maria de Alacoque no século XVII que levaram ao estabelecimento da devoção das primeiras sextas-feiras do mês.
Alguns devotos de Nossa Senhora de Fátima acreditam que a devoção da comunhão reparadora nos cinco primeiros sábados é uma parte importante da Mensagem de Fátima.

### Segunda aparição

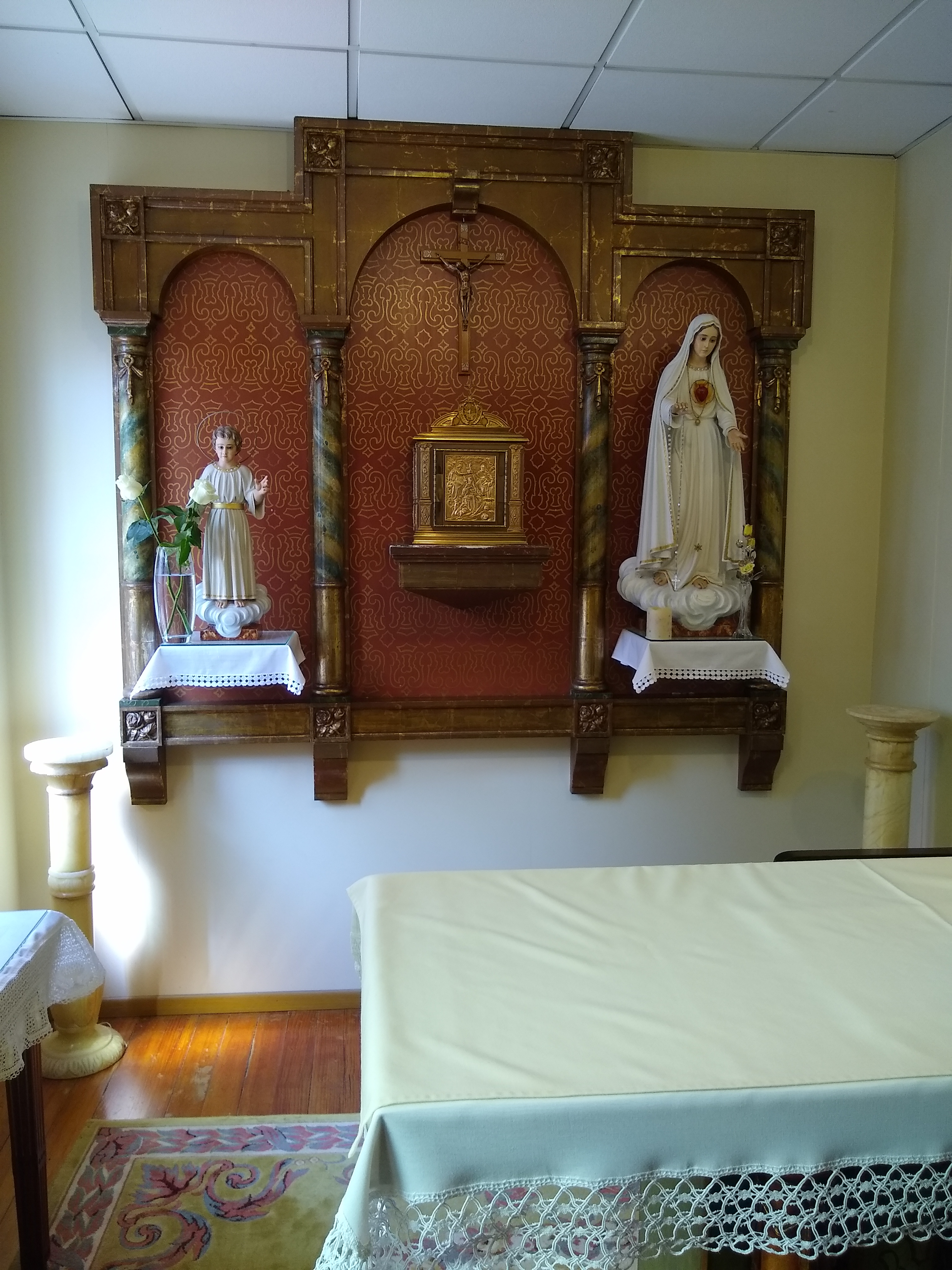
A imagem do Menino Jesus e do Imaculado Coração de Maria expostos na capela que ocupa a antiga cela da Irmã Lúcia em Pontevedra.

Mais tarde, a Irmã Lúcia relatou que no dia 15 de fevereiro de 1926, enquanto esvaziava um caixote do lixo fora do jardim, viu uma criança que pensava reconhecer. Depois de iniciar uma conversa com ele, a criança transformou-se no Menino Jesus, que depois repreendeu a Irmã Lúcia por não fazer mais para promover a devoção dos primeiros cinco sábados.

### Status das aparições
Como não foi lançada qualquer investigação canónica pela Igreja Católica sobre estas aparições, a Igreja ainda não se pronunciou nem a favor nem contra a sua autenticidade.